# Василівка (урочище)
Васи́лівка — заповідне урочище.
Розташоване у Старобешівському районі Донецької області біля села Василівка по березі річки Кальміус. Статус заповідного урочища присвоєно рішенням облвиконкому № 155 11 березня 1981. Площа — 7,5 га. Територія урочища являє собою цілинні кам'янисті землі. Місце зростання грабельок Бекетова.